# Heterachthes martinsi
Heterachthes martinsi là một loài bọ cánh cứng trong họ Cerambycidae.